# Carmões
Carmões is een plaats (freguesia) in de Portugese gemeente Torres Vedras en telt 847 inwoners (2001).